# Петеріс Калніньш
Петеріс Калніньш (латис. Pēteris Kalniņš; 15 грудня 1988, м. Рига, Латвія) — латвійський саночник, який виступає в санному спорті, здебільшого в парному розряді, на професіональному рівні з 2004 року. Дебютував в національній команді, як учасник зимових Олімпійських ігор в 2010 році, досягши 12 місця в парному розряді. Такі ж скромні результати  на світових форумах саночників. В парному розряді виступає разом з саночником Оскарсом Гудрамовічусом з 2007 року.